# Euchalcia calberlae
Euchalcia calberlae là một loài bướm đêm trong họ Noctuidae.